# Rodolphe Töpffer
Rudolf Töpffer (Genebra, 31 de janeiro de 1799 — Genebra, 8 de junho de 1846) foi artista gráfico e escritor suíço, considerado um dos pioneiros das  histórias em quadrinhos. Seu livro Histoire de Mr. Jabot, publicado em 1833, é considerado aquele que inaugura a história em quadrinhos moderna.

## Publicações
Suas publicações foram, respectivamente:
- Histoire de M. Jabot – criada em 1831, publicada em 1833. No Brasil, foi publicada em 2017, pela SESI-SP Editora.[2]
- Monsieur Crépin – publicada em 1837. No Brasil, foi publicada em 2018, pela SESI-SP Editora.
- Histoire de M. Vieux Bois – criada em 1827, publicada em 1837. Um de seus livros mais importantes, tal livro foi publicado em 1842 nos Estados Unidos, com o título The Adventures of Mr. Obadiah Oldbuck, sendo considerado por alguns autores como primeira história em quadrinhos publicada naquele país.  No Brasil, a obra foi publicada no início do século XX, pela Livraria Garnier, como Os amores do Senhor Jacarandá.[3][4]
- Monsieur Pencil – criada em 1831, publicada em 1840.
- Histoire d'Albert – publicada em 1845.
- Histoire de Monsieur Cryptogame – publicada em 1845.
- Le Docteur Festus (ou Voyages et aventures du Docteur Festus) – criada em 1831, publicada em 1846.